# Puzzle Bobble 2
Puzzle Bobble 2 (パズルボブル2?), titulado en Europa y América del Norte como Bust-A-Move Again para los arcades y Bust-A-Move 2 para las consolas, es un videojuego de tipo puzle de Taito publicado originalmente como arcade en julio de 1995. Es la primera secuela de Puzzle Bobble, continuando una serie surgida como spin-off de Bubble Bobble. Tras su debut en las máquinas recreativas, tuvo versiones para plataformas como PlayStation, Sega Saturn, Nintendo 64 o DOS. También fue incluido en el recopilatorio Taito Legends 2.